# De Middelste Molen (Cabauw)
De Middelste Molen (of Tweede Molen) is een wipmolen ten westen van het dorpje Cabauw, in de Nederlandse provincie Utrecht.
De molen is in 1773 gebouwd en heeft tot 1962 het waterschap Lopik, Lopikerkapel en Zevenhoven op windkracht bemalen. Vanaf 1962 diende molen als reservegemaal.
Oorspronkelijk bemaalde de molen de polder samen met de Voorste Molen en de Achterste Molen die in respectievelijk 1933 en 1961 zijn gesloopt.
De Middelste Molen onderging in 1993, 2004, 2007 en 2020 restauraties. Het wiekenkruis bestaat nog uit twee Potroeden met een lengte van ruim 27 meter en deze zijn voorzien van het Oudhollands hekwerk met zeilen. De molen slaat het water uit door middel van een scheprad. De molen kan geen water meer op de boezem uitslaan, maar is wel maalvaardig en zeer regelmatig in bedrijf dankzij een vrijwillig molenaarsechtpaar.
De molen is thans eigendom van de Stichting De Utrechtse Molens en wordt beheerd door Het Utrechts Landschap.
Er is een vriendenstichting actief, Vrienden van de Cabauwse Molen. Deze heeft zich ingezet voor herbouw van de in 1990 gesloopte zomerwoning bij de molen. Dankzij onder meer subsidie van de Europese Unie kon dit project worden gerealiseerd. In de zomer van 2012 werd begonnen met de herbouw.